# Jan van Dijk
Jan van Dijk (* 1952) je nizozemský sociolog a vědec v oboru komunikačních věd, profesor na univerzitě v Twente. Zabývá se informační společností a společenskými důsledky nových médií.

## Teoretický koncept digital divide
Ve své knize The Network Society představil koncept síťové společnosti a tento koncept rozšířil pojmem digitální propasti (Digital Divide) v knize The Deepening Divide, Inequality in the Information Society. Přenesl pozornost od fyzických bariér komunikace k rozdílům ve schopnostech a dovednostech (mediální gramotnost, počítačová gramotnost). Není však jisté, zda byl prvním autorem tohoto pojmu. Původ tohoto pojmu je poměrně nejasný.